# Ibragim Ibragimow
Ibragim Szaraputtinowicz Ibragimow (ros. Ибрагим Шарапуттинович Ибрагимов; ur. 4 marca 2001) – rosyjski zapaśnik startujący w stylu wolnym. Mistrz Europy w 2025 roku. 
Mistrz świata U-23 w 2023 i 2024, a także Europy w 2024. Mistrz Rosji w 2022, drugi w 2023 i  trzeci w 2024 roku.